# Área Reserva Cinturón Ecológico
Área Reserva Cinturón Ecológico é uma localidade do Partido de Avellaneda na Província de Buenos Aires, na Argentina. Sua população estimada em 2001 era de 3.408 habitantes.